# Zaharija
Zaharija je prema Evanđelju po Luki bio otac Ivana Krstitelja, jedinoj knjizi u Bibliji u kojoj je spomenut. On je primio proročku viziju anđela Gabriela koji mu je rekao o rođenju Ivana Krstitelja. Poslije toga je Zaharija onijemio. Zaharija je bio oženjen Elizabetom a obnašao je dužnost svećenika u jeruzalemskom hramu. Pošto njegova supruga i on nisu imali djece to je bilo veliko breme za njih oboje.
Ali jednog dana je došao anđeo Gabriel i obznanio Zaharije da će postati otac. Kada je Zaharia prvo posumnjao u anđelove riječi, anđeo mu je rekao da će biti nijem sve do trenutka rođenja djeteta. Zaharina nijemost je trebao biti znak da su Gabrielove riječi istinite.